# Legionari

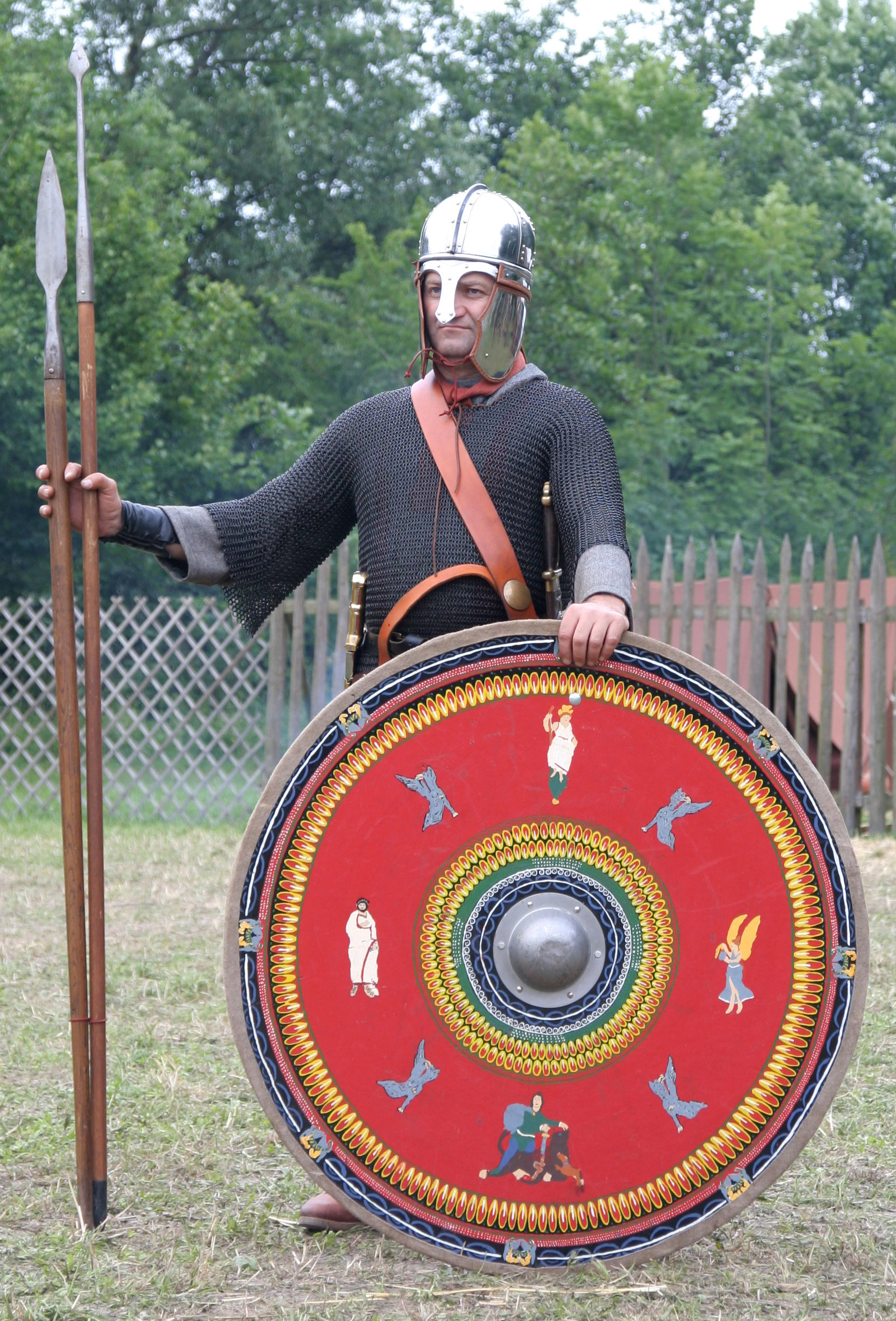
Vestimenta d'un legionari de finals del.

El legionari (en llatí legionarius) era un integrant de la legió, la principal unitat militar de l'exèrcit de l'antiga Roma.
La durada del servei militar d'un legionari era, en la República primerenca, la de la durada de la campanya militar, i amb les Reformes de Mari al segle ii aC el servei es va normalitzar en setze anys. En el 13 aC, August va establir que el servei havia de ser de 16 anys, i dotze pels pretorians. i en l'any 5 el període de servei va ser augmentat a vint i setze anys respectivament. El legionari rebia una paga pels seus serveis i, en retirar-se, terres o, a partir d'August, un premi en metàl·lic abonat per l'Aerarium Militaris.
El legionari estava generalment armat amb dues javelines, una de pesant (pílum) i una altra de lleugera, una espasa (gladius) i un punyal (pugio) (només fins a l'època de Tiberi).
Per protegir-se vestia un casc (galae), una armadura d'anelles (lorica hamata), plaques (lorica segmentata) o escates (lorica squamata), un escut rectangular (scutum) que portava una protecció metàl·lica per a la posició de la mà.
Completaven el seu equipament (impedimenta) un parell de sandàlies (caligae) i una motxilla o sarró (sarcina).
Un dels seus principals atributs, ja que moltes vegades s'enfrontaven amb exèrcits més grans i més ben equipats, era el de formar part d'un cos molt disciplinat i entrenat, tant per poder efectuar maniobres militars en forma precisa i exacta, com per exemple la formació en tortuga o testudo, com per treballar en obres d'enginyeria militar (construcció de campaments, muralles i fortaleses) i obres públiques (camins, ponts i aqüeductes).
Posteriorment, ja en la història més recent, es denomina legionari també a diversos membres de diferents cossos militars com per exemple, els de la Legió estrangera francesa, els de la Legió Espanyola i els de la Legió polonesa.